# Joanna Kreft-Baka
Joanna Kreft-Baka (sinh ngày 26 tháng 2 năm 1964 tại Kościerzyna) là một diễn viên người Ba Lan.

## Sự nghiệp
Joanna Kreft tốt nghiệp Học viện Nghệ thuật Sân khấu Quốc gia AST ở Kraków - Chi nhánh Wrocław vào năm 1988. Bà diễn xuất trên sân khấu tại các nhà hát ở Wrocław, Gdynia, Jelenia Góra và Gdańsk. Trong đó, Joanna Kreft gắn bó với đội văn nghệ tại Nhà hát Wybrzeże ở Gdańsk từ năm 1989. Ngoài sự nghiệp diễn xuất trên sân khấu, bà còn là gương mặt quen thuộc trong nhiều bộ phim điện ảnh và phim truyền hình Ba Lan. Trong đó, Joanna Kreft nổi tiếng với các bộ phim như: Bez grzechu (1987), Kogel-mogel (1988), Trzy szalone zera (1999), hay Stacyjka (2004).

## Đời tư
Joanna Kreft kết hôn với nam diễn viên Mirosław Baka vào năm 1988 và có với nhau hai người con trai.

## Thành tích nghệ thuật
Dưới đây liệt kê các phim điện ảnh và phim truyền hình có sự góp mặt của Joanna Kreft:

### Phim điện ảnh
| Năm  | Tựa đề                              | Vai diễn        | Đạo diễn               |
| ---- | ----------------------------------- | --------------- | ---------------------- |
| 1987 | Bez grzechu                         | Marta Jezierska | Wiktor Skrzynecki      |
| 1987 | Kocham kino                         | Joanna          | Piotr Łazarkiewicz     |
| 1987 | Zero życia                          |                 | Roland Rowiński        |
| 1988 | Kogel-mogel                         |                 | Roman Załuski          |
| 1991 | Cień na śniegu (Árnyék jeden havon) |                 | Attila Janisch         |
| 1997 | Drugi brzeg                         |                 | Magdalena Łazarkiewicz |
| 1993 | Powrót                              |                 | Marian Terlecki        |

### Phim truyền hình
| Năm       | Tựa đề            | Vai diễn         |
| --------- | ----------------- | ---------------- |
| 1988      | Rodzina Kanderów  | Ninka            |
| 1994      | Radio Romans      | Anna             |
| 1999      | Trzy szalone zera |                  |
| 2000      | Na dobre i na złe | Ewa Wejchert     |
| 2003-2007 | Sąsiedzi          | Karolina Śliwiak |
| 2004      | Stacyjka          |                  |
| 2006      | Faceci do wzięcia | Renia            |
| 2011      | Ludzkie sprawy    | Irena Tomczyk    |